# Eliminatórias da Copa do Mundo FIFA de 2022 – UEFA (Grupo C)
O Grupo C das eliminatórias da UEFA para a Copa do Mundo FIFA de 2022 foi formado pela Itália, Suíça, Irlanda do Norte, Bulgária e Lituânia.
O vencedor do grupo se classificou automaticamente para a Copa do Mundo de 2022. Além dos demais nove vencedores de grupos, os nove melhores segundos colocados avançaram para a segunda fase, que será disputada no sistema de play-offs.

## Classificação
|  | Equipes qualificadas para a Copa do Mundo de 2022 |
|  | Equipes qualificadas para a segunda fase          |
|  | Equipes eliminadas                                |

| Pos | Equipe           | Pts | J | V | E | D | GP | GC | SG  | Classificado                              |  | SUI | ITA | NIR | BUL | LTU |
| --- | ---------------- | --- | - | - | - | - | -- | -- | --- | ----------------------------------------- |  | --- | --- | --- | --- | --- |
| 1   | Suíça            | 18  | 8 | 5 | 3 | 0 | 15 | 2  | +13 | qualificadas para a Copa do Mundo de 2022 |  | —   | 0–0 | 2–0 | 4–0 | 1–0 |
| 2   | Itália           | 16  | 8 | 4 | 4 | 0 | 13 | 2  | +11 | qualificadas para a segunda fase          |  | 1–1 | —   | 2–0 | 1–1 | 5–0 |
| 3   | Irlanda do Norte | 9   | 8 | 2 | 3 | 3 | 6  | 7  | −1  | Eliminado                                 |  | 0–0 | 0–0 | —   | 0–0 | 1–0 |
| 4   | Bulgária         | 8   | 8 | 2 | 2 | 4 | 6  | 14 | −8  | Eliminado                                 |  | 1–3 | 0–2 | 2–1 | —   | 1–0 |
| 5   | Lituânia         | 3   | 8 | 1 | 0 | 7 | 4  | 19 | −15 | Eliminado                                 |  | 0–4 | 0–2 | 1–4 | 3–1 | —   |

## Partidas
O calendário de partidas foi divulgado pela UEFA em 8 de dezembro de 2020. As partidas entre 27 de março e a partir de 31 de outubro seguem o fuso horário UTC+1 (rodadas 1–2 e 9–10). Para as partidas entre 28 de março e 30 de outubro o fuso horário seguido é o UTC+2 (rodadas 3–8).
| 25 de março de 2021 | Bulgária     | 1 – 3                             | Suíça                                 | Estádio Nacional Vasil Levski, Sófia     |
| 18:00               | Despodov 46' | Relatório (FIFA) Relatório (UEFA) | Embolo 7' · Seferović 10' · Zuber 12' | Público: 0 Árbitro: MNE Nikola Dabanović |

| 25 de março de 2021 | Itália                     | 2 – 0                             | Irlanda do Norte | Estádio Ennio Tardini, Parma          |
| 20:45               | Berardi 14' · Immobile 39' | Relatório (FIFA) Relatório (UEFA) |                  | Público: 0 Árbitro: TUR Ali Palabıyık |

| 28 de março de 2021 | Bulgária | 0 – 2                             | Itália                            | Estádio Nacional Vasil Levski, Sófia  |
| 20:45               |          | Relatório (FIFA) Relatório (UEFA) | Belotti 43' (pen) · Locatelli 83' | Público: 0 Árbitro: SVN Slavko Vinčić |

| 28 de março de 2021 | Suíça      | 1 – 0                             | Lituânia | Kybunpark, São Galo                        |
| 21:00               | Shaqiri 2' | Relatório (FIFA) Relatório (UEFA) |          | Público: 0 Árbitro: FIN Mattias Gestranius |

| 31 de março de 2021 | Lituânia | 0 – 2                             | Itália                           | Estádio LFF, Vilnius                     |
| 20:45               |          | Relatório (FIFA) Relatório (UEFA) | Sensi 48' · Immobile 90+4' (pen) | Público: 0 Árbitro: POL Paweł Raczkowski |

| 31 de março de 2021 | Irlanda do Norte | 0 – 0                             | Bulgária | Windsor Park, Belfast              |
| 20:45               |                  | Relatório (FIFA) Relatório (UEFA) |          | Público: 0 Árbitro: ISR Yigal Frid |

| 2 de setembro de 2021 | Itália     | 1 – 1                             | Bulgária     | Estádio Artemio Franchi, Florença             |
| 20:45                 | Chiesa 16' | Relatório (FIFA) Relatório (UEFA) | A. Iliev 40' | Público: 14 366 Árbitro: NED Serdar Gözübüyük |

| 2 de setembro de 2021 | Lituânia      | 1 – 4                             | Irlanda do Norte                                                   | Estádio LFF, Vilnius                           |
| 20:45                 | Baravykas 55' | Relatório (FIFA) Relatório (UEFA) | Ballard 20' · Washington 52' (pen) · Lavery 67' · McNair 82' (pen) | Público: 1 612 Árbitro: FRA Stéphanie Frappart |

| 5 de setembro de 2021 | Bulgária    | 1 – 0                             | Lituânia | Estádio Nacional Vasil Levski, Sófia    |
| 18:00                 | Chochev 82' | Relatório (FIFA) Relatório (UEFA) |          | Público: 2 503 Árbitro: SCO John Beaton |

| 5 de setembro de 2021 | Suíça | 0 – 0                             | Itália | St. Jakob-Park, Basileia                             |
| 20:45                 |       | Relatório (FIFA) Relatório (UEFA) |        | Público: 31 500 Árbitro: ESP Carlos del Cerro Grande |

| 8 de setembro de 2021 | Itália                                                            | 5 – 0                             | Lituânia | Mapei Stadium, Régio da Emília            |
| 20:45                 | Kean 11', 29' · Utkus 14' (g.c.) · Raspadori 24' · Di Lorenzo 54' | Relatório (FIFA) Relatório (UEFA) |          | Público: 10 578 Árbitro: ENG Craig Pawson |

| 8 de setembro de 2021 | Irlanda do Norte | 0 – 0                             | Suíça | Windsor Park, Belfast                       |
| 20:45                 |                  | Relatório (FIFA) Relatório (UEFA) |       | Público: 15 660 Árbitro: AUT Harald Lechner |

| 9 de outubro de 2021 | Lituânia                        | 3 – 1                             | Bulgária     | Estádio LFF, Vilnius                          |
| 15:00                | Lasickas 18' · Černych 82', 84' | Relatório (FIFA) Relatório (UEFA) | Despodov 64' | Público: 2 526 Árbitro: UKR Yevhen Aranovskyi |

| 9 de outubro de 2021 | Suíça                         | 2 – 0                             | Irlanda do Norte | Estádio de Genebra, Genebra                |
| 20:45                | Zuber 45+3' · Fassnacht 90+1' | Relatório (FIFA) Relatório (UEFA) |                  | Público: 19 129 Árbitro: SVN Slavko Vinčić |

| 12 de outubro de 2021 | Bulgária         | 2 – 1                             | Irlanda do Norte | Estádio Nacional Vasil Levski, Sófia       |
| 20:45                 | Nedelev 53', 63' | Relatório (FIFA) Relatório (UEFA) | Washington 37'   | Público: 822 Árbitro: BLR Aleksei Kulbakov |

| 12 de outubro de 2021 | Lituânia | 0 – 4                             | Suíça                                            | Estádio LFF, Vilnius                      |
| 20:45                 |          | Relatório (FIFA) Relatório (UEFA) | Embolo 31', 45' · Steffen 42' · Gavranović 90+4' | Público: 1 806 Árbitro: POR Tiago Martins |

| 12 de novembro de 2021 | Itália         | 1 – 1                             | Suíça      | Estádio Olímpico, Roma                      |
| 20:45                  | Di Lorenzo 36' | Relatório (FIFA) Relatório (UEFA) | Widmer 11' | Público: 45 699 Árbitro: ENG Anthony Taylor |

| 12 de novembro de 2021 | Irlanda do Norte  | 1 – 0                             | Lituânia | Windsor Park, Belfast                   |
| 20:45                  | Šatkus 18' (g.c.) | Relatório (FIFA) Relatório (UEFA) |          | Público: 14 336 Árbitro: HUN István Vad |

| 15 de novembro de 2021 | Irlanda do Norte | 0 – 0                             | Itália | Windsor Park, Belfast                      |
| 20:45                  |                  | Relatório (FIFA) Relatório (UEFA) |        | Público: 15 969 Árbitro: ROU István Kovács |

| 15 de novembro de 2021 | Suíça                                               | 4 – 0                             | Bulgária | Swissporarena, Lucerna                      |
| 20:45                  | Okafor 48' · Vargas 57' · Itten 72' · Freuler 90+1' | Relatório (FIFA) Relatório (UEFA) |          | Público: 14 300 Árbitro: FRA Benoît Bastien |

## Artilharia
3 gols
- SUI Breel Embolo

2 gols
- BUL Kiril Despodov
- BUL Todor Nedelev
- ITA Ciro Immobile
- ITA Giovanni Di Lorenzo
- ITA Moise Kean
- LTU Fedor Černych
- NIR Conor Washington
- SUI Steven Zuber

1 gol
- BUL Atanas Iliev
- BUL Ivaylo Chochev
- ITA Andrea Belotti
- ITA Domenico Berardi
- ITA Federico Chiesa
- ITA Giacomo Raspadori
- ITA Manuel Locatelli
- ITA Stefano Sensi
- LTU Justas Lasickas
- LTU Rolandas Baravykas
- NIR Daniel Ballard
- NIR Patrick McNair
- NIR Shayne Lavery
- SUI Cedric Itten
- SUI Christian Fassnacht
- SUI Haris Seferović
- SUI Mario Gavranović
- SUI Noah Okafor
- SUI Remo Freuler
- SUI Renato Steffen
- SUI Ruben Vargas
- SUI Silvan Widmer
- SUI Xherdan Shaqiri

Gols contra
- LTU Benas Šatkus (para a Irlanda do Norte)
- LTU Edgaras Utkus (para a Itália)